# مؤشر الهندسة الرياضية
في الكيمياء التنسيقية و علم البلورات ، فإن مؤشر الهندسة الرياضية(Geometry index) أو المعلمة البنيوية ( τ )( structural parameter)هو رقم يتراوح من 0 إلى 1 يشير إلى هندسة مركز التنسيق. تم تطوير أول نموذج لهذه المعلمة من أجل المركبات ذات الإحداثيات الخمسة في عام 1984.  و في وقت لاحق، طُورت معلمات المركبات ذات الإحداثيات الأربعة. 

## مركبات ذات 5 إحداثيات
اقترح أديسون وآخرون معامل τ5 (في الأصل τ فقط): 
{\displaystyle \tau _{5}={\frac {\beta -\alpha }{60^{\circ }}}\approx -0.01667\alpha +0.01667\beta }
حيث: β > α هما أعظم زاويتين متكافئتين لمركز التنسيق.
عندما يكون τ5 قريبًا من 0، تكون الهندسة الرياضية مشابهة للهرم المربع، بينما إذا كان τ5 قريبًا من 1، تكون مشابهة للهرم ثنائي الشكل الثلاثي:
- Square pyramidal geometry 
 (β = α = 180°) 
 τ5 = 0
- Trigonal bipyramidal geometry 
 (β = 180°, α = 120°) 
 τ5 = 1

## مركبات ذات 4 إحداثيات
في عام 2007، طور هاوسر و آخرون معامل τ4 التناظري للتمييز بين ما إذا كانت هندسة مركز التنسيق مربعة أو مستوية أو رباعية السطوح. الصيغة هي:. 
{\displaystyle \tau _{4}={\frac {360^{\circ }-(\alpha +\beta )}{360^{\circ }-2\theta }}\approx -0.00709\alpha -0.00709\beta +2.55}
حيث: α و β هما أعظم زاويتي تكافؤ لمركز التنسيق؛ θ = cos−1(− 1⁄3) ≈ 109.5°
عندما يكون τ4 قريبًا من 0 فإن الهندسة تكون مشابهة للمربع المستوي، بينما إذا كان τ4 قريبًا من 1 فإنها تكون مشابهة للمربع السطوح. و رغم ذلك، و على النقيض من معامل τ5 ، فإن هذا لا يميز بين الزوايا α و β ، وبالتالي فإن الهياكل ذات الهندسة المختلفة بشكل كبير يمكن أن تكون لها قيم τ4 متشابهة. و للتغلب على هذه المشكلة، قام Okuniewski و آخرون في عام 2015 بتطوير المعلمة τ4′ التي تتبنى قيمًا مماثلة لـ τ4 ولد لكنها تيتطيع التمييز بشكل أفضل بين الهياكل المدروسة: 
{\displaystyle \tau _{4}'={\frac {\beta -\alpha }{360^{\circ }-\theta }}+{\frac {180^{\circ }-\beta }{180^{\circ }-\theta }}\approx -0.00399\alpha -0.01019\beta +2.55}
حيث: β > α هما أعظم زاويتين تكافؤ لمركز التنسيق؛ θ = cos−1(− 1⁄3) ≈ 109.5°
تشير القيم المتطرفة لـ τ4 و τ4′ إلى نفس الهندسة تمامًا، و رغم ذلك فإن τ4′ تكون دائمًا أقل من أو تساوي τ4 و نتيجة لذلك  يكون الانحراف عن الهندسة الرباعية السطوح المثالية أكثر وضوحًا. فإذا كانت قيمة معامل τ4′ منخفضة بالنسبة للمجمع الرباعي السطوح، فيجب التحقق مما إذا كانت هناك بعض التفاعلات الإضافية داخل مجال التنسيق. على سبيل المثال، في معقدات الزئبق (II)، تم العثور على تفاعلات Hg··· π  بهذه الطريقة. 
- Square planar geometry 
 (β = α = 180°) 
 τ4 = τ4′ = 0
- Seesaw geometry 
 (β = 180°, α = 120°) 
 τ4 ≈ 0.43, τ4′ ≈ 0.24
- Tetrahedral geometry 
 (β = α = θ ≈ 109.5°) 
 τ4 = τ4′ = 1

## لقراءة المزيد
- يمكنك العثور هنا على تطبيق ويب لتحديد مؤشرات الهندسة الجزيئية على أساس الملفات الهيكلية ثلاثية الأبعاد.